# 黃立成
黃立成（Jeffrey Huang，1972年11月7日—），美籍台裔男歌手，曾是L.A. Boyz的成員，現在是嘻哈樂團Machi的團長。

## 生平
黃立成出生於雲林縣虎尾鎮，祖父是當地的大地主，在他兩歲時，弟弟黃立行出生以前，全家搬遷到美國加州橘郡。黃立成雖然在美國長大，從來沒有接受過台灣的教育，但是由於他的父母親和祖父母都是沒有接受過美國教育的投資移民，所以小時候在家中都是以台語溝通，而國語則是後來才學會。
出道前在美國組成的「Funky Asian Buddy」舞團，當時舞團最多超過50名成員，包括黃立行、吳建豪、林智文、黃立全（艾德華）、周逸銘（肯尼）等人，在當地小有名氣。
由於不愛唸書，黃立成在高中畢業後就不再升學，與其胞弟黃立行和表弟林智文合組L.A. Boyz，參加台視綜藝節目《五燈獎》的〈流行熱舞比賽〉，將美國的嘻哈舞蹈帶進台灣。在L.A. Boyz時代，黃立成以嘻哈作風聞名。而至2003年另組饒舌團體Machi後，再度竄起，但因為編寫歌曲《報應》諷刺邱議瑩等立法委員主張修改《著作權法》引進著作權補償金制度的立法委員的關係，遭到當時部份政治人物予以譴責，甚至被以「加重誹謗罪」提起公訴。
2007年10月18日，針對《報應》一案，台灣高等法院判決黃立成無罪定讞，理由是該曲評論公共議題，且該曲內容主要批判Kuro與ezPeer，未明指哪些立法委員被線上音樂業者「收買」。
《報應》一案無罪宣判之前，黃立成曾收到一封美國友人的電子郵件，提及日本官員於美國的兩大報上刊登廣告，內容完全否認南京大屠殺這段歷史的存在，當年正是南京大屠殺即將滿70周年的時刻。黃立成便開始蒐集該段歷史的各方資料閱讀，之後創作了《南京1937》這首歌曲，因為歌詞提及要求日本正視這段歷史，故友人擔心會有親日激進份子會對其不利，勸阻黃立成發表該作品；但黃立成仍舊選擇發表，作品發表後也獲得兩岸三地許多網友的支持。黃立成曾在實踐大學兼課，教導「數位音效設計」。
2009年11月20日，黃立成與好友葉國軒合資開夜店，卻因葉國軒捲款落跑，使黃立成周轉出現問題，並控訴葉國軒詐欺等罪。
2013年除了主持WOW！侯麻吉，空閒時間便玩英雄聯盟，每次遊戲都會在Twitch實況平台進行實況播出，擁有固定的收看觀眾。
2015年，他与麻吉共同演唱的《屌》，因涉及涉及宣扬淫秽、暴力、教唆犯罪或者危害社会公德的内容，遭到中华人民共和国文化部下架。

## 旗下事業
- 17直播 - 是一個台灣原創的即時影音串流平台，由黃立成於2015年創辦，其特色是即時的相片和直播內容共享功能。
- Machi E-Sports - 由黃立成在2014年創立。是一支台灣的電子競技職業隊伍。
- 秘銀 Mithril - 由黃立成在2018年創辦，同年11月15日晚間10點上架全球最大交易所幣安（Binance），是台灣首個上架幣安的虛擬貨幣發行方。
- Swag - 一個以「一對一私訊」為名的情色聊天平台，由黃立成在2016年8月創辦。
- Machi X - 一個虛擬版權交易平台，把音樂著作權直接做成以太坊ERC-20的Token上架販售，大眾可以直接刷信用卡，或是用穩定幣USDT、DAI購買。
- 麻吉砥加電影有限公司 Machi Xcelsior Studios  - 由黃立成在2018年創立，專注華文影視娛樂開發與製作[7]。
- C.R.E.A.M. Financial - 由黃立成在2020年創立，區塊鏈借貸協議平台。
- FAM - 由黃立成在2021年創立，台灣版的Clubhouse，純語音社群平台。

## 節目主持

### 廣播
- 1997年 台北之音《台北唉唷喂呀》

### 電視
- 2004年 台視《麻吉星人幫》
- 2007年 三立都會台《硬是要鬥牛》
- 2013年 衛視中文台《WOW！侯麻吉》

## 電影作品
- 2013年 變身 (電影)》-監製

“2018”年  哈囉！有事嗎。 -出品人

## 電影演出
- 1995年 《摩登共和國》（Modern Republic）
- 2010年 《未來警察》
- 2011年 《殺手歐陽盆栽》 飾演冷面佛
- 2013年 《變身》 飾演火星戰士
- 2013年 《大尾鱸鰻》 飾演醫生

### 電視劇
- 2013年 《PMAM》飾演導演

## 爭議
因創辦swag而引發爭議，因為黃立成所創辦的swag平台有涉嫌違反性別平等跟物化女性，而被swag的部分直播主與其他的平台業者及大量民眾控告swag平台涉嫌違反中華民國中央「情色相關法律及性別平等相關法律」，遭到中華民國行政院法務部調查局要求swag平台必須要從蘋果App Store跟Google Play下架及關閉電腦版跟手機版官方網站。

## 外部連結
- 黃立成Jeffrey Huang的Facebook專頁
- 黄立成大哥的新浪微博
- 麻吉大哥實況台 （页面存档备份，存于）
- 黃立成在互联网电影资料库（IMDb）上的資料（英文）（英文）
- 黃立成在香港影庫上的簡介
- 黃立成在豆瓣上的资料（简体中文）
- 黃立成在时光网上的簡介（简体中文）